# Pavetta kupensis
Espèce
Statut de conservation UICN

 CR B2ab(iii) : 
En danger critique
Pavetta kupensis S.D.Manning est une espèce de plantes du genre Pavetta, de la famille des Rubiaceae.

## Description
C’est une plante à fleurs, du groupe des dicotylédones, native du Cameroun. On la trouve au niveau du Mont Koupé – d'où elle tire son épithète spécifique kupensis – et dans l’aire occidentale du Mont Bakossi. Son habitat naturel se trouve dans la forêt de montagne, à 2 000 m d’altitude. Elle est évaluée comme une espèce en danger critique d'extinction (CR).